# Keemun
Keemun (chinesisch 祁門紅茶 / 祁门红茶, Pinyin Qímén hóngchá, Jyutping Kei4mun4 Hung4caa4, kantonesisch keimoon hungcha – „Qimen-Roter-Tee“) ist ein schwarzer Tee aus China mit einem weinartigen und fruchtigen Geschmack, der zu den „zehn berühmtesten chinesischen Tees“ (中国十大名茶) gehört.
Keemun wird in Qimen (Huangshan), in der Provinz Anhui produziert.

## Geschichte

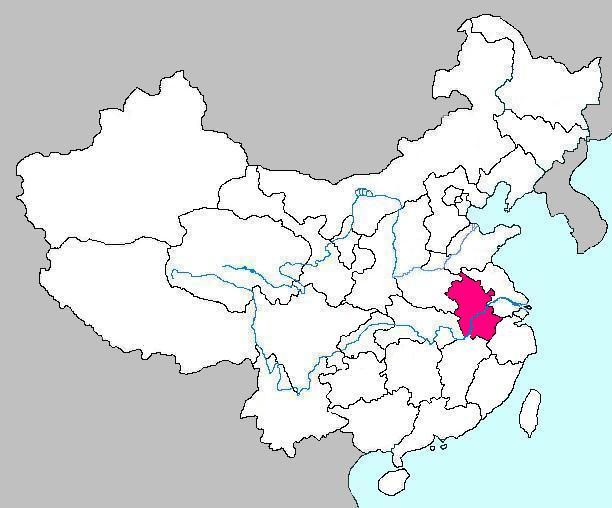
Teeprovinz Anhui

Die Erfindung des schwarzen Keemun wird dem Beamten Yu Qianchen aus Anhui zugeschrieben. Dieser soll während seiner Amtszeit in der Provinz Fujian die Herstellung von schwarzem Tee gelernt und diese Kenntnisse nach seiner Heimkehr im Jahr 1875 erstmals angewendet haben. Zuvor wurde in Anhui nur Grüner Tee produziert. Das Ergebnis übertraf seine Erwartungen und der Keemun-Tee gewann schnell an Popularität in England und wurde die Hauptzutat der English-Breakfast-Mischung.

## Geschmack und Zubereitung
Das Aroma des Keemun ist fruchtig mit einem Hauch von Pinie, getrockneten Pflaumen und Blumigkeit/Blütenreichtum (aber in keiner Weise so blumig wie Darjeeling-Tee), was den sehr distinktiven und ausgewogenen Geschmack erzeugt. Er weist darüber hinaus einen Hauch von Orchideenduft auf sowie die sogenannte „Chinesische Teesüße“. Der Tee kann eine etwas bittere Note besitzen und die Rauchigkeit kann in Abhängigkeit von Sorte und Verarbeitungsbedingungen stärker hervortreten.
Keemun wird üblicherweise ohne Milch und Zucker getrunken; außerhalb Chinas manchmal mit Milch.

## Sorten
- Keemun Gongfu (祁门功夫) oder Keemun Congou – mit sorgfältigem Können („gongfu“)[6] hergestellt, um dünne, feste Streifen zu erzeugen, ohne die Blätter zu brechen.
- Keemun Mao Feng (祁门毛峰) – eine Sorte, die aus nur leicht gedrehten Blattsprösslingen gemacht wird und manchmal durch eine sanftere und besondere Würze gekennzeichnet ist. Mao Feng bedeutet so viel wie behaart (mao)[7] und Spitze (feng)[8] und deutet auf das Aussehen der Blätter hin. Viele Menschen ziehen es vor, von dieser Sorte nur eine kleinere Menge zuzubereiten und länger als gewöhnlich, bis zu 7 Minuten, ziehen zu lassen, um interessantere Nuancen des Tees zum Vorschein zu bringen.
- Keemun Xinya (祁门新芽) – Die Frühknospensorte, von der gesagt wird, dass sie weniger bitter ist.
- Keemun Haoya (祁门毫芽) – Eine Sorte, die für ihre feinen Knospen bekannt, manchmal bedeutende Anzahl von Silberspitzen aufweist und im Allgemeinen von höchstem Grad ist. Haoya wird manchmal in A und B eingestuft, wobei A der bessere Grad ist.
- Hubei Keemun (湖北祁门) – Unechter Keemun oder Falscher Keemun, eine Sorte, die aus Hubei westlich von Anhui kommt, soll ähnliche Qualitäten besitzen wie der Keemun aus Anhui.